# Lagenicella lacunosa
Lagenicella lacunosa is een mosdiertjessoort uit de familie van de Teuchoporidae. De wetenschappelijke naam van de soort is voor het eerst geldig gepubliceerd in 1934 door Bassler.